# Bamberg
För andra betydelser, se Bamberg (olika betydelser).
Bamberg är en från distrikt fristående stad i den norra delen av det tyska förbundslandet Bayern. Folkmängden uppgår till cirka 81 000 invånare, och staden har ett flertal funktioner och egenskaper, som förvaltnings-, biskops-, universitets- och ölstad. Bamberg är sedan 1993 ett världsarv.

## Historia
Bamberg omnämns för första gången 902 som säte för släkten Babenberger. När släkten störtades kom så småningom staden att tillhöra hertig Heinrich II av Bayern. Dennes son kejsar Heinrich II gynnade staden på olika sätt.
Den förste biskopen som tillsattes av kejsaren 1007 var kejsarens kansler Eberhard. På 1500-talet gjorde folket uppror mot furstarna/biskoparna, men det fick ingen som helst verkan och något senare blomstrade stadens kultur genom stöd från några furstbiskopar.
1632, under trettioåriga kriget, ockuperades staden av de svenska trupperna, under sjuårskriget av Preussen och under Napoleonkrigen av de franska trupperna.

## Kommunikationer
Bamberg har väl utbyggda kommunikationer med omvärlden. Staden är belägen vid korsningen mellan motorvägarna A70 och A73, ca 55 km norr om Nürnberg. Dessutom slutar eller passerar genom staden inte mindre än fem rikshuvudvägar (Bundesstrassen).
Bamberg ligger vid Main-Donau-kanalen och har därigenom en betydelsefull inlandshamn.
Staden ligger vid den nord-syd-gående huvudjärnvägen mellan Leipzig och Nürnberg, och en annan viktig järnvägsförbindelse är den regionala linjen Bamberg-Würzburg-Schweinfurt.

## Företagsverksamhet
Bamberg ligger i världens bryggeritätaste område, Franken, som har inte mindre än ca 300 bryggerier (vilket gör ett bryggeri på cirka 5 500 invånare) varav nio självständiga privata bryggerier ligger i staden. Typiskt för Bamberg är rökölet, till exempel Aecht Schlenkerla Rauchbier.

## Kultur

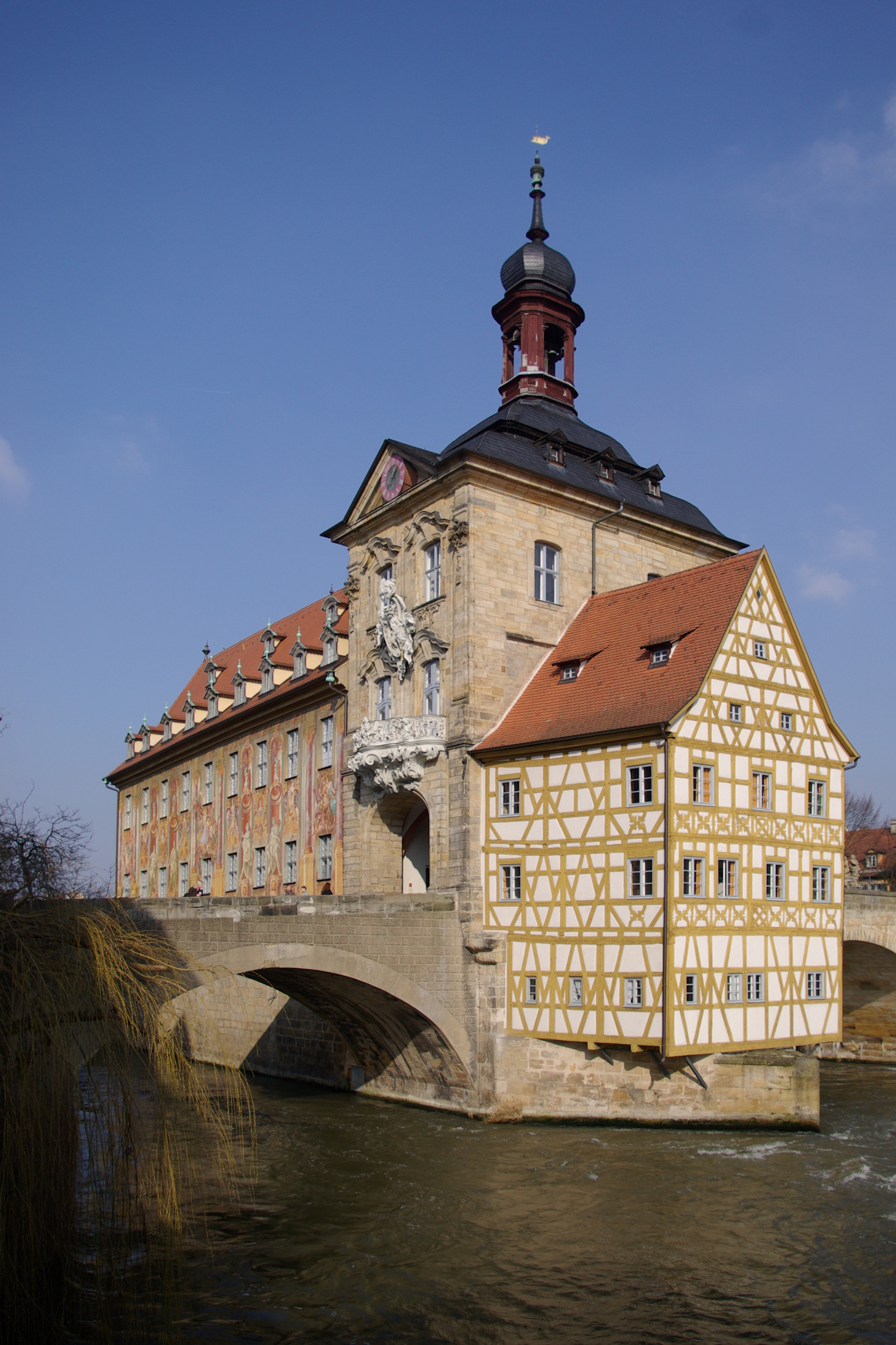
Det gamla rådhuset.

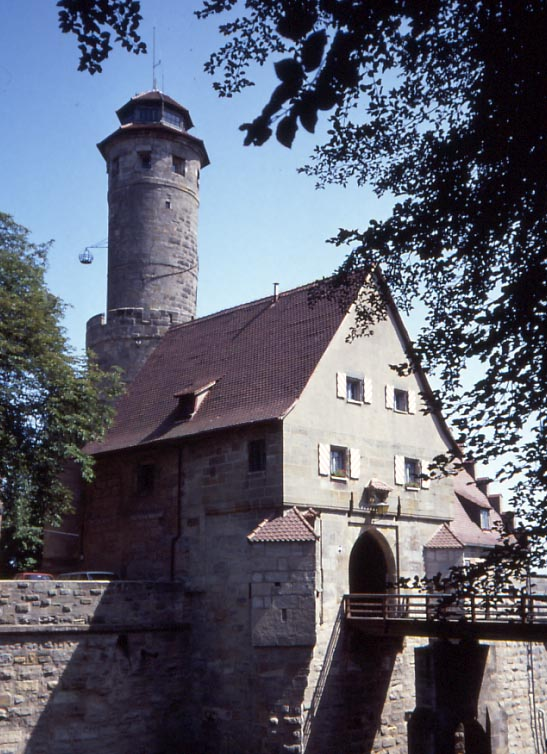
Ingången till borgen Altenburg.

### Museer
I Bamberg finns 16 museer, bland annat ett bryggerimuseum.

### Utbildning
- Otto-Friedrichs-Universität, med ca 8 300 studerande
- Åtta gymnasieskolor

### Teater
- E.T.A.-Hoffmann-Theater

### Musik
- Bamberger Symphoniker

### Byggnadsminnen
- Bambergs domkyrka (domkyrka från 1200-talet)
- Neue Residenz (nya residenset 1600-talet med barocktillbyggnad från 1800-talet), med Bambergs statsgalleri (tyska: Staatsgalerie Bamberg), Bambergs statsbibliotek (tyska: Staatsbibliothek Bamberg) och rosenträdgården.
- Gamla rådhuset
- Altenburg (den gamla borgen från 1100-talet)
- Ett antal kyrkor från bl.a. gotiken

### Sport
- Brose Baskets, ett av Tysklands mest framgångsrika basketbollag

## Kända personer
- Willy Messerschmitt, flygplanskonstruktör

## Bildgalleri

Bamberg
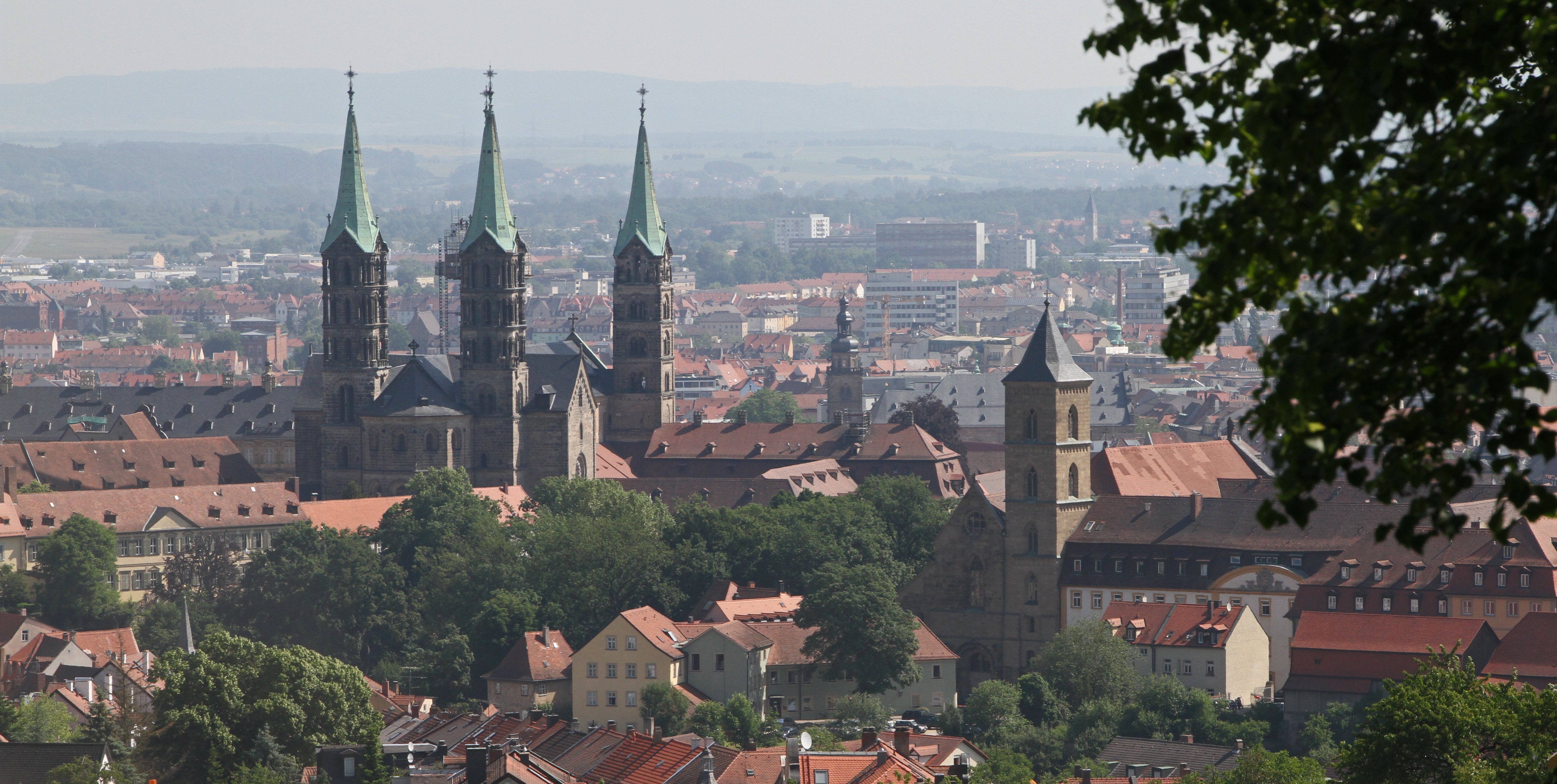
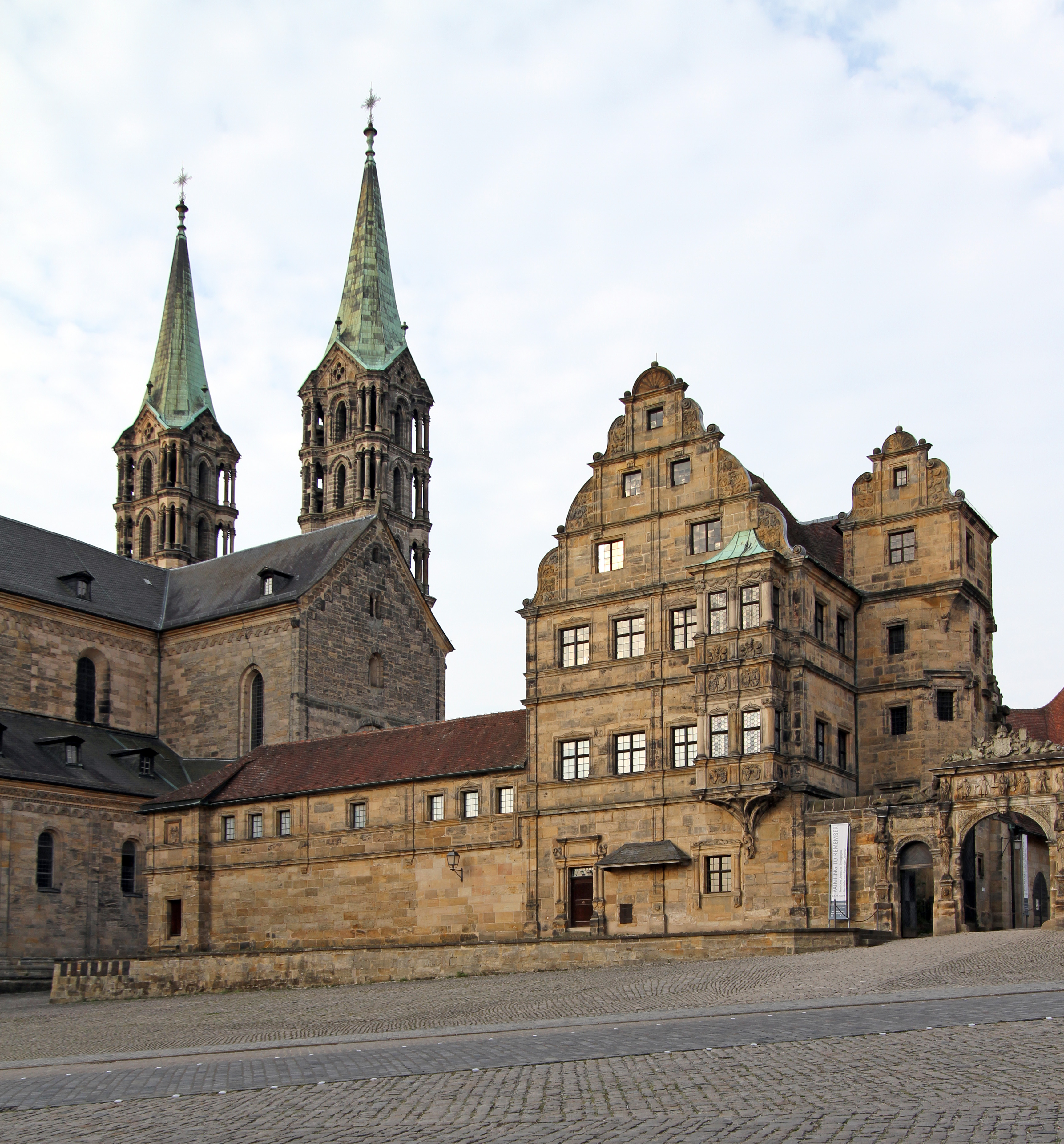
Bambergs domkyrka
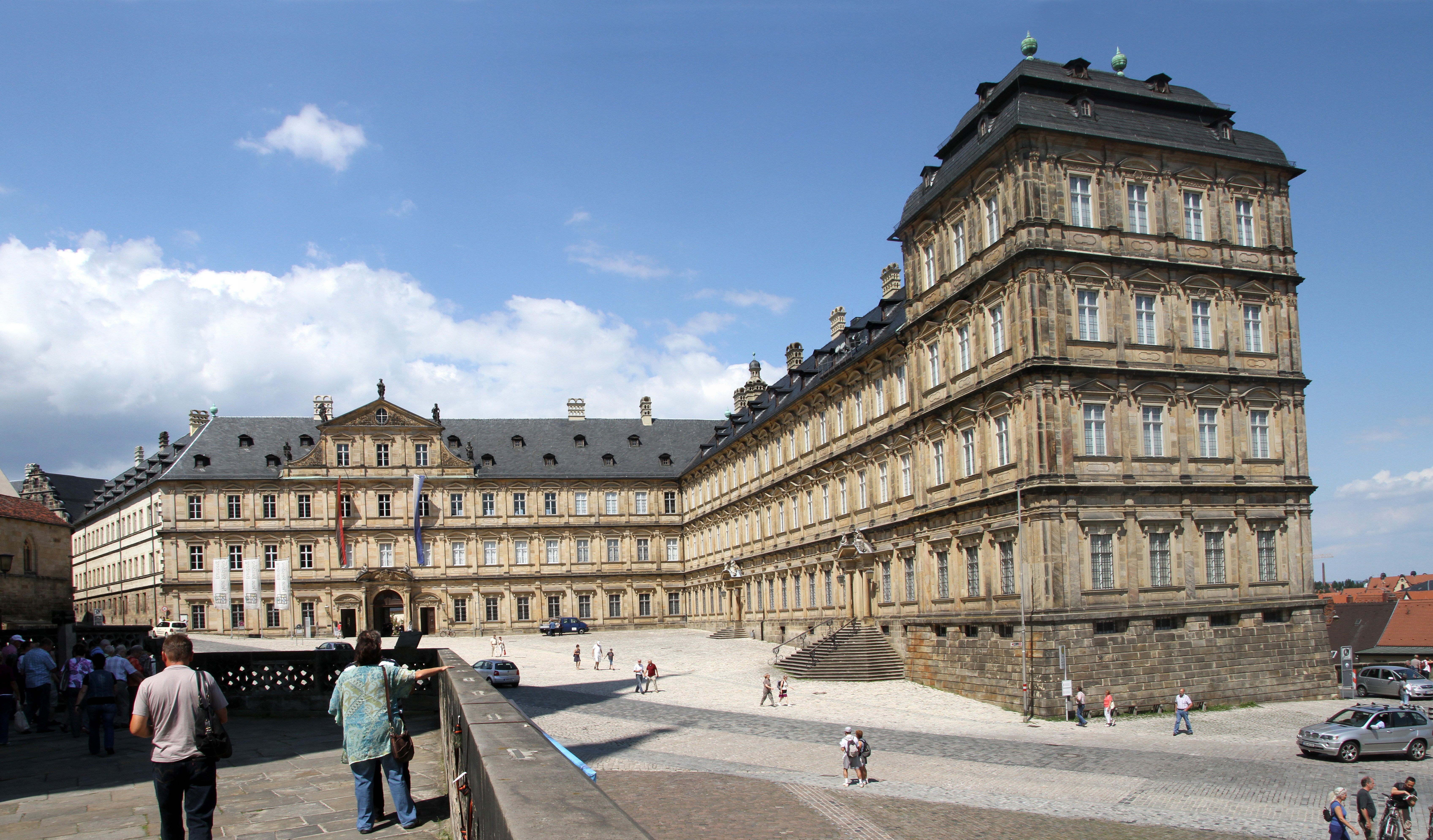
Neue Residenz
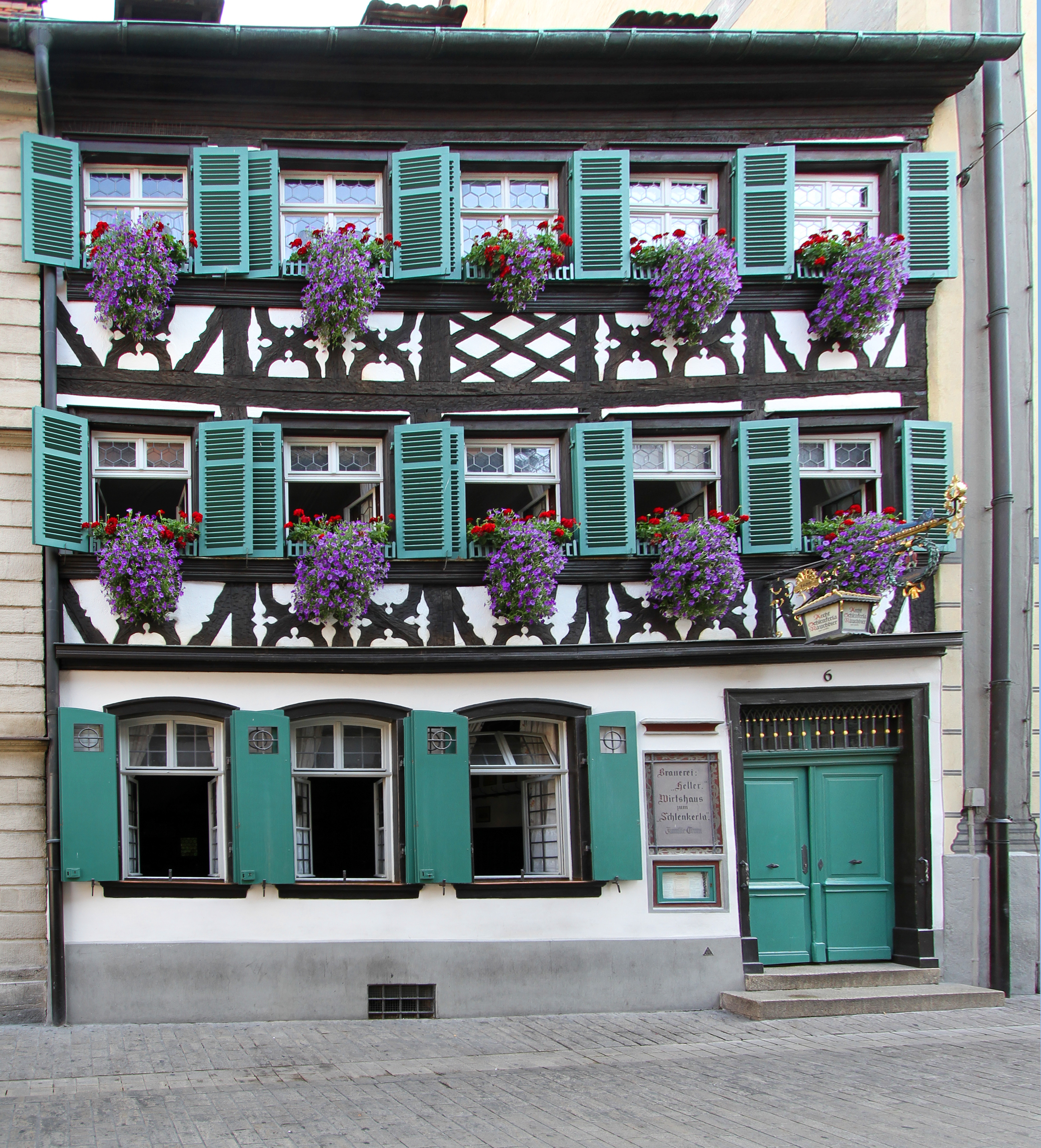
Schlenkerla
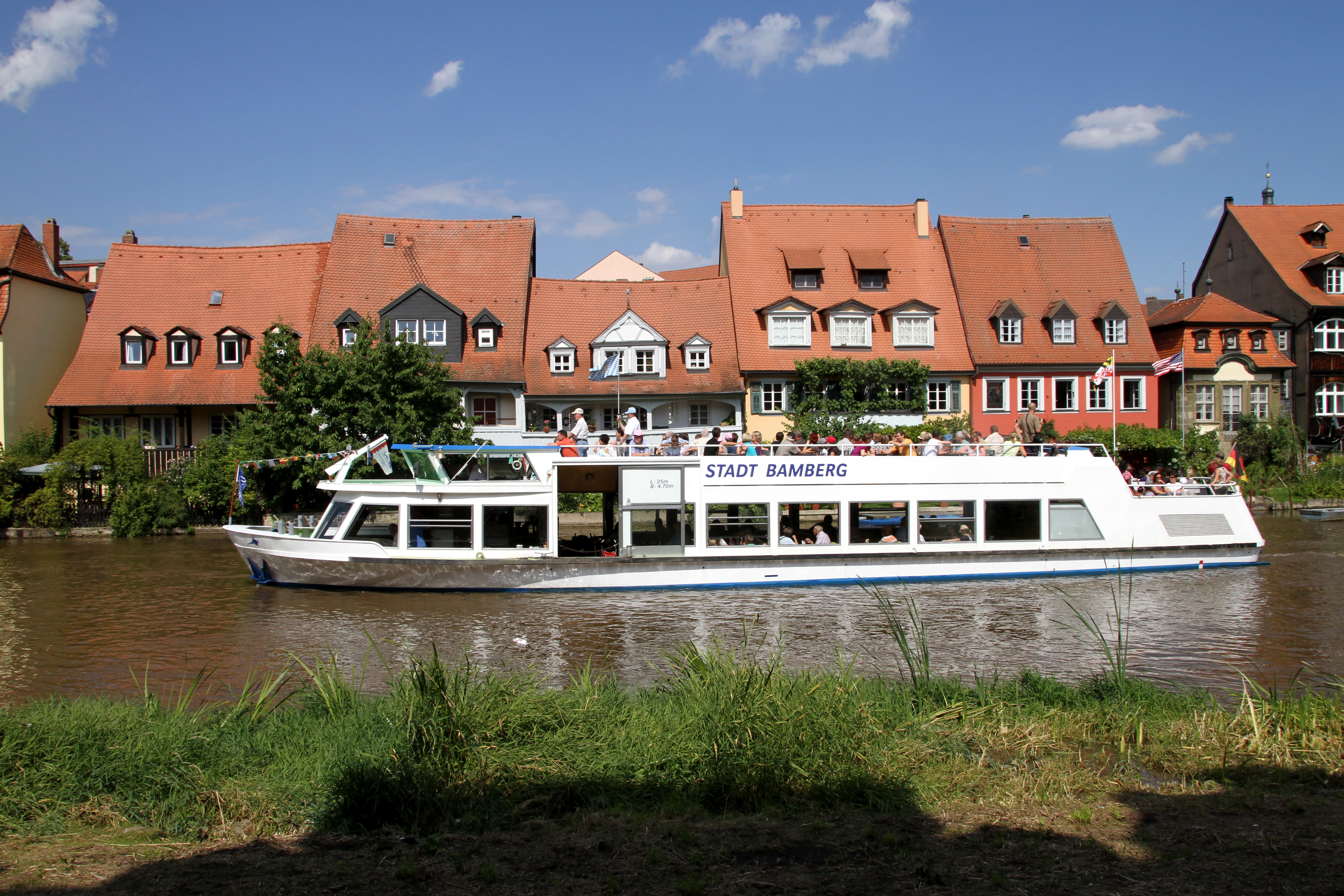
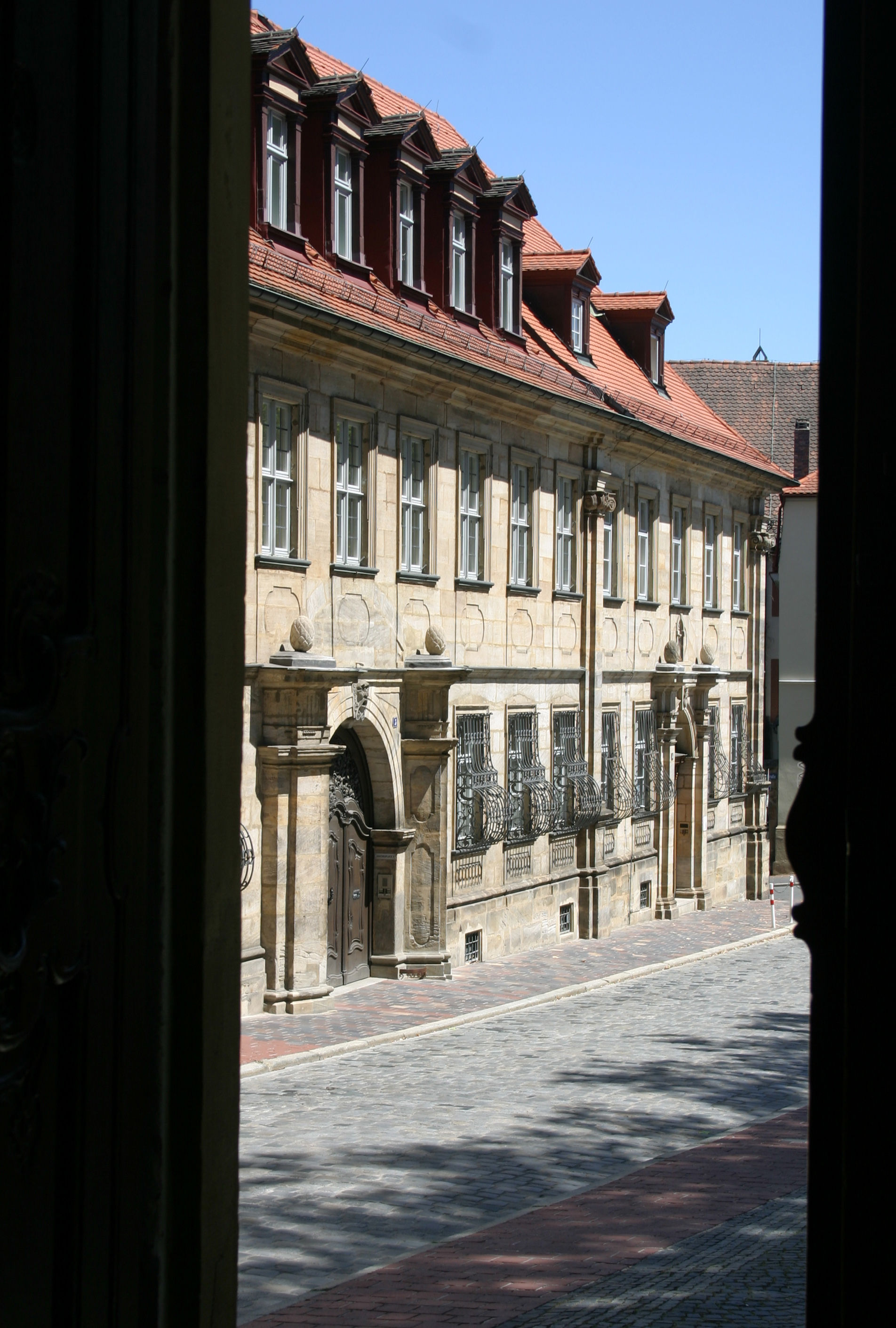
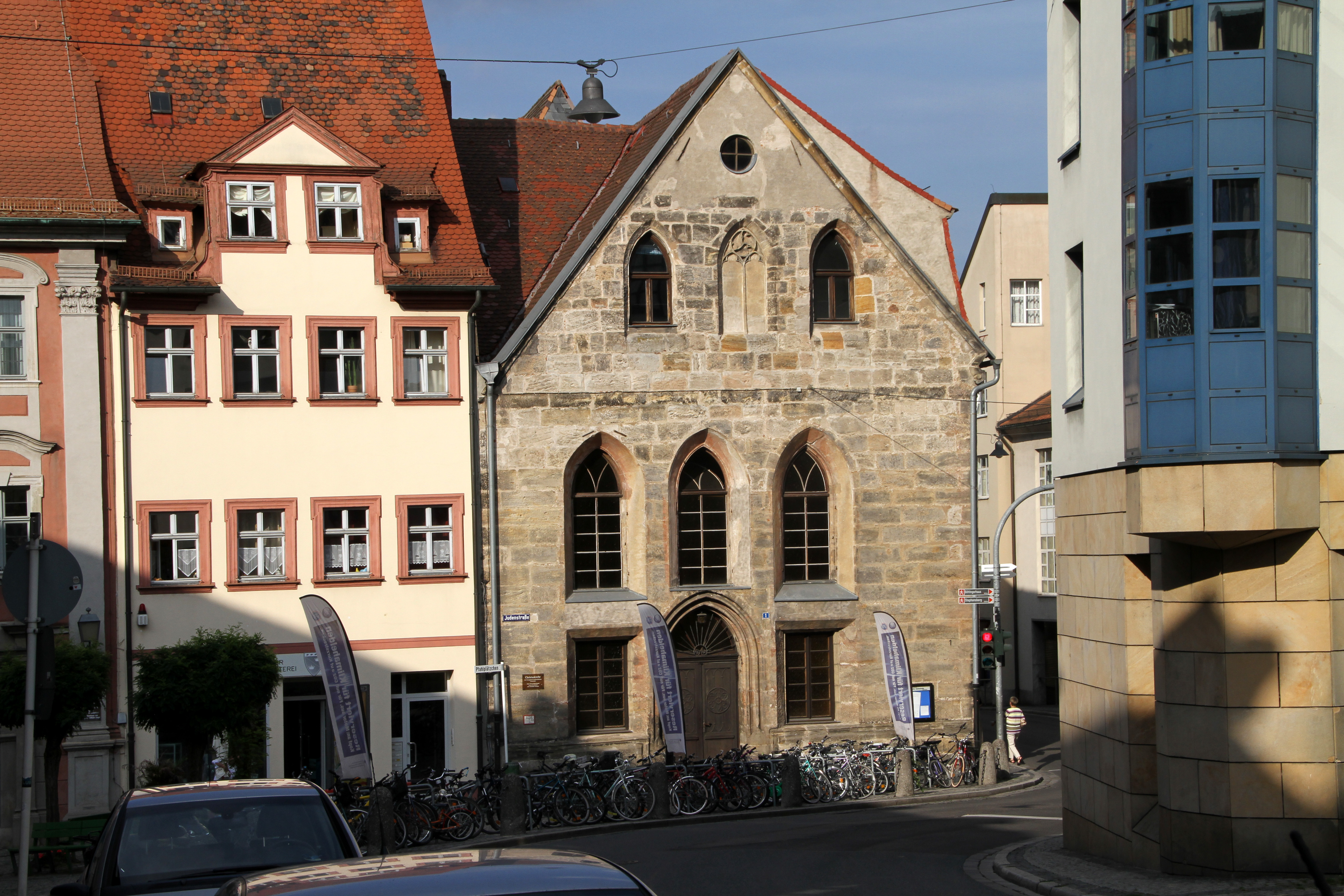
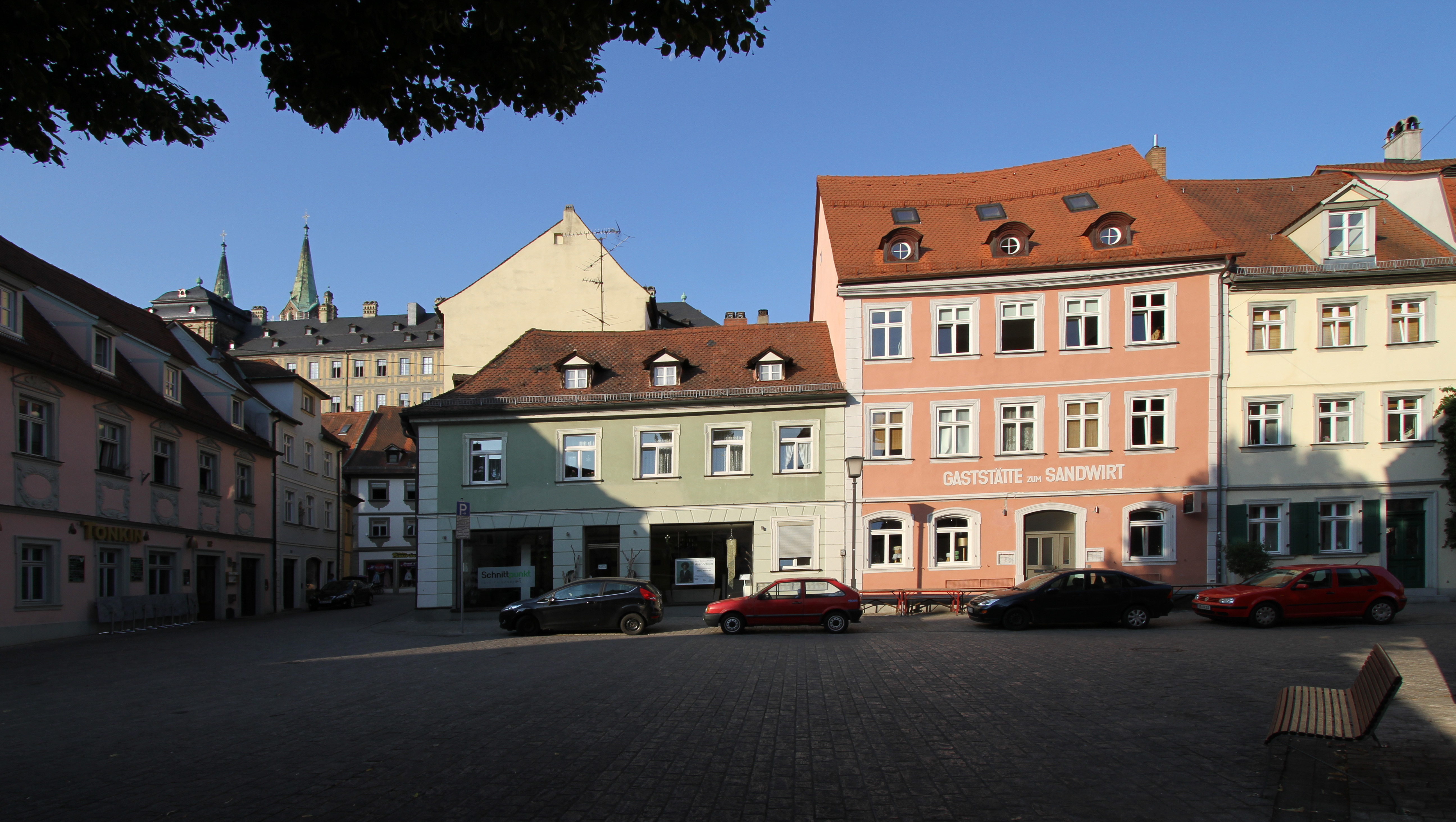
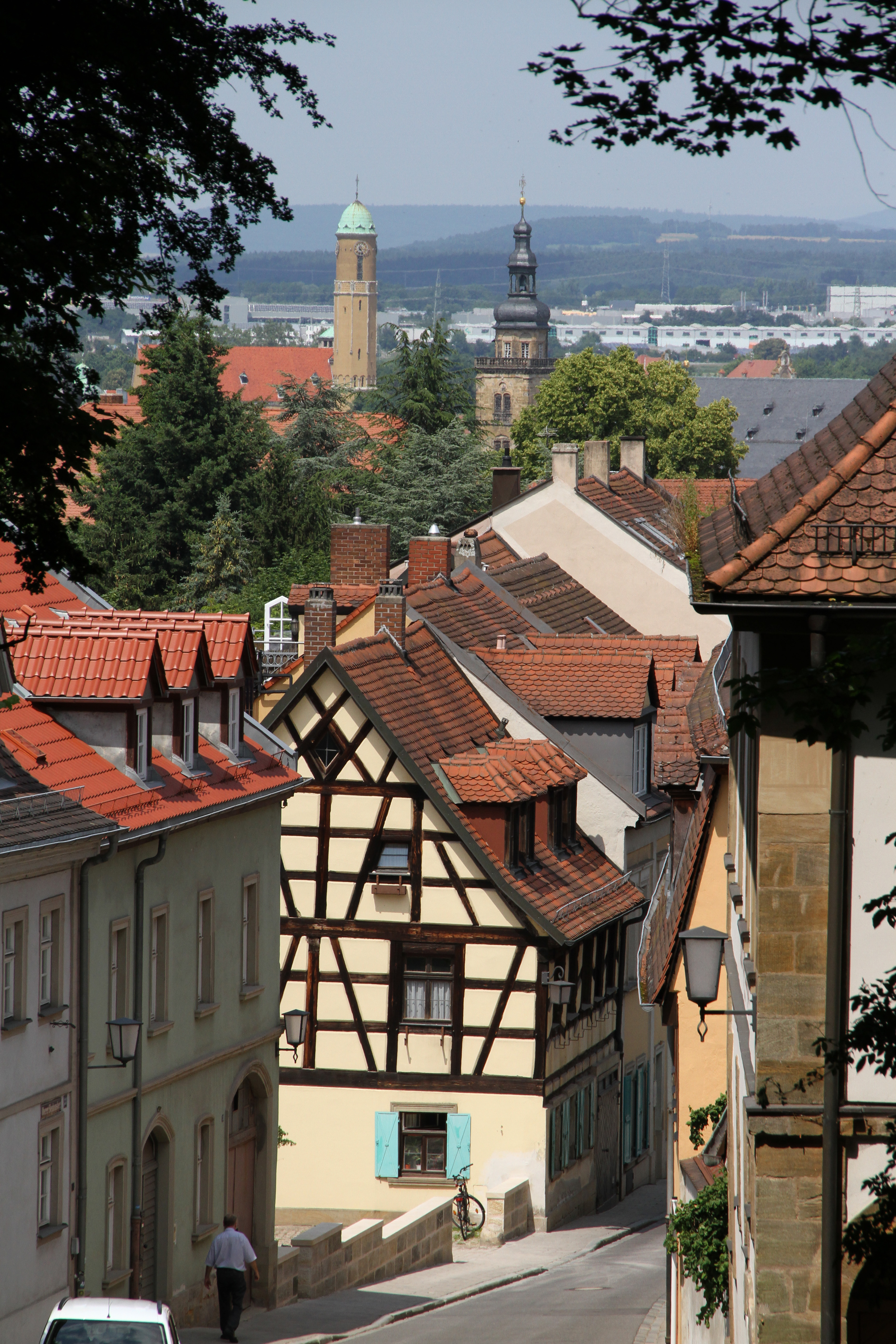
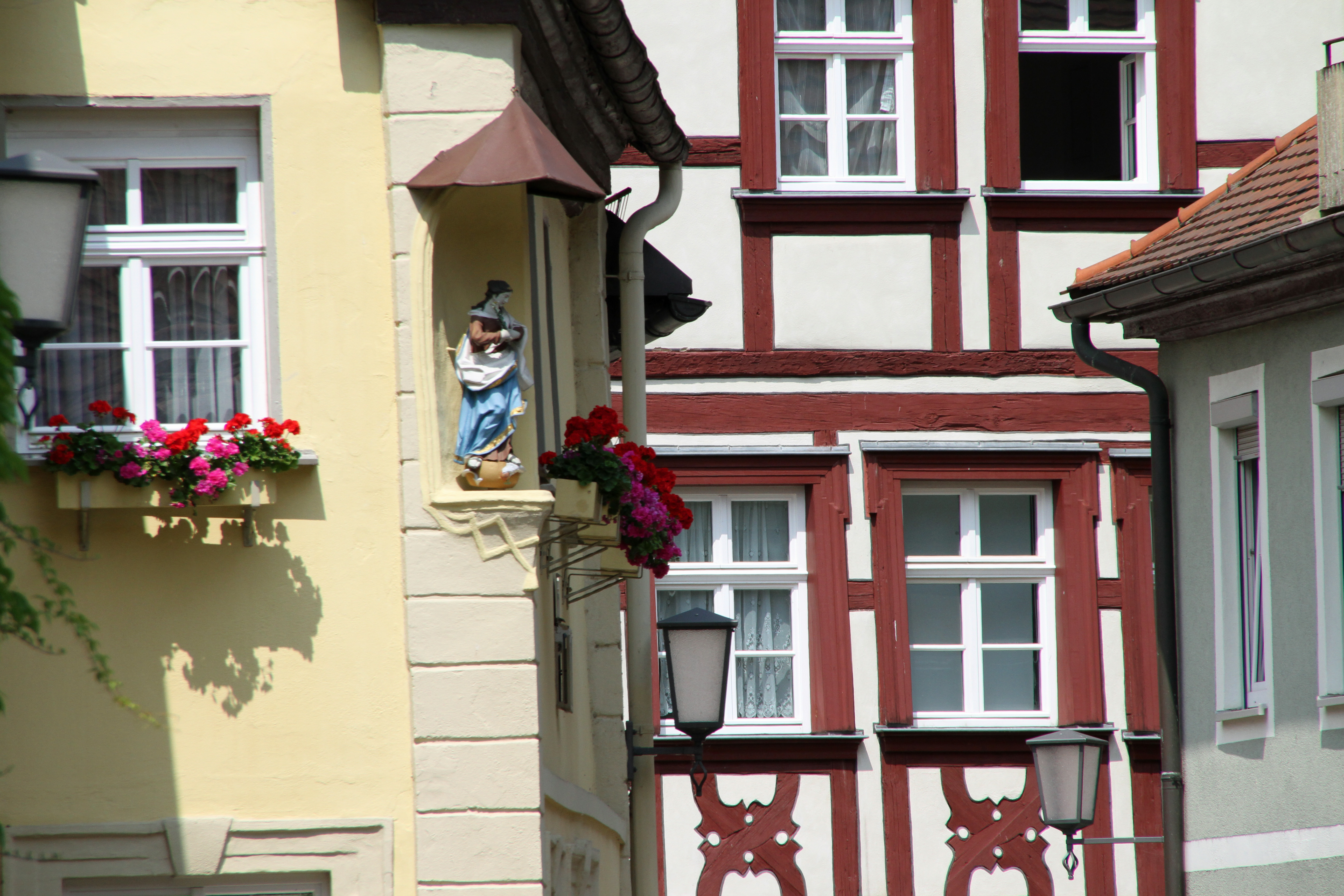
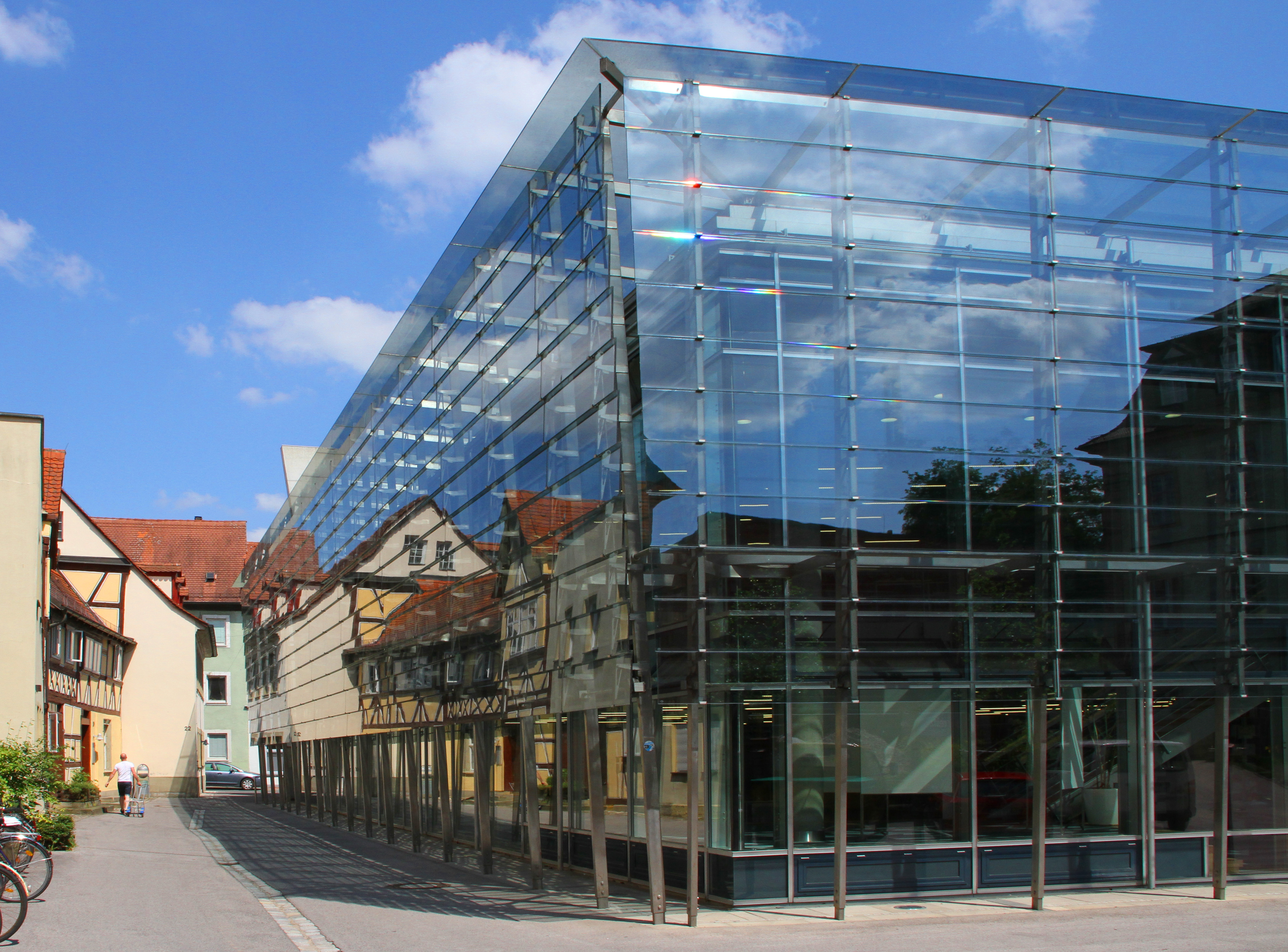
Otto-Friedrichs-Universität